# Marché central de Tunis
Pour les articles homonymes, voir Marché central.

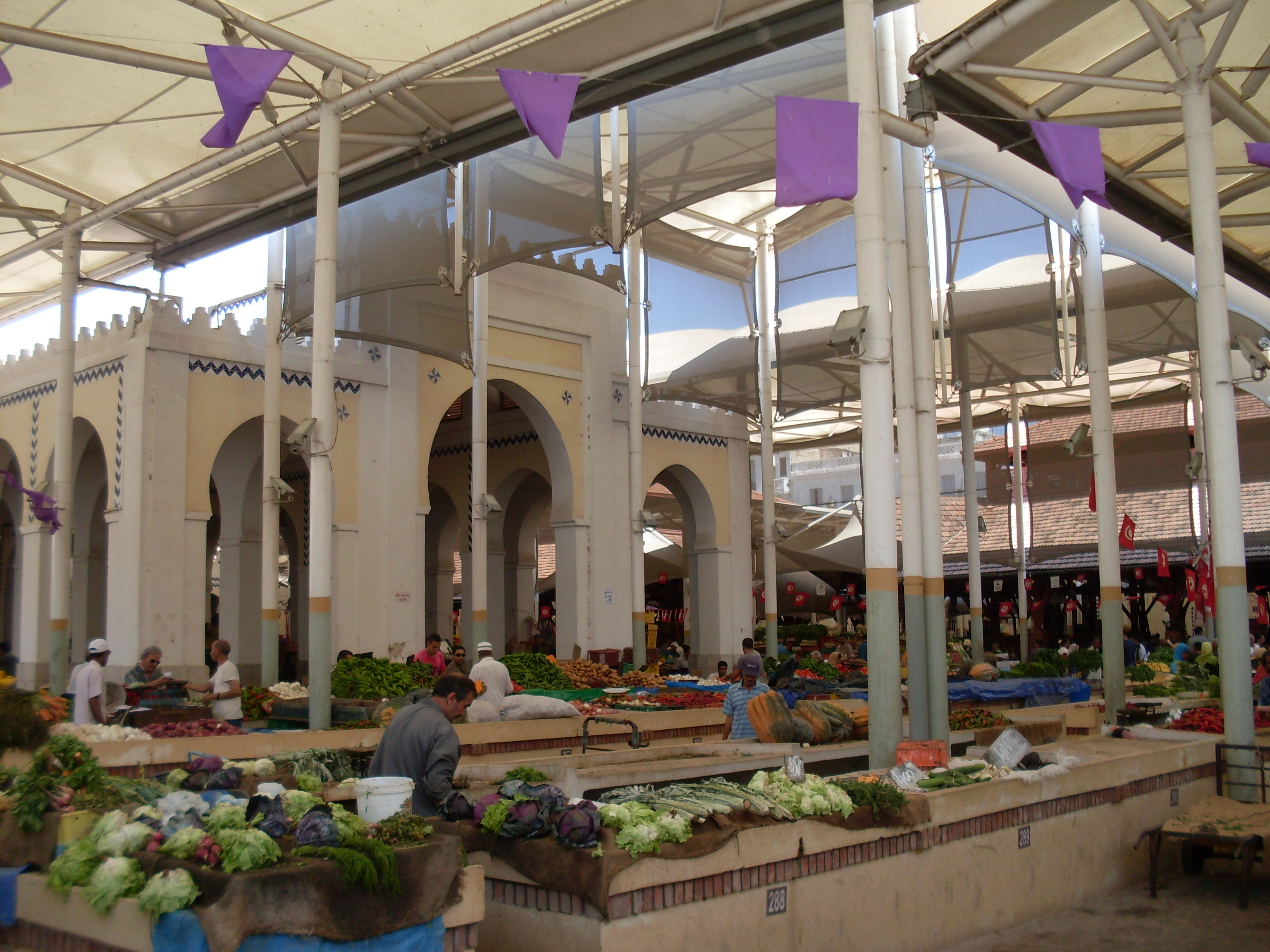
Marché central de Tunis.

Le marché central de Tunis est l'un des plus importants lieux commerciaux du centre-ville de Tunis. Il est situé au croisement des rues Charles-De Gaulle, d'Allemagne et d'Espagne.

## Histoire
L'édifice est bâti en 1891. Il est composé de quatre bâtiments mêlant styles Art déco et arabisant.
Des travaux achevés le 18 avril 2007 et menés par l'Association de sauvegarde de la médina de Tunis, ont permis de restaurer et de revaloriser le bâtiment.